# Тайке
Тайке (также Таик; укр. Тайке) — исчезнувшее селение в Красногвардейском районе Республики Крым. Находилось в северной части района, примерно у южной окраины современного села Клепинино.

## История
Первое документальное упоминание селения встречается в Камеральном Описании Крыма… 1784 года, судя по которому, в последний период Крымского ханства Таик входил в Ташлы Шейхели Бешпаресы кадылык Карасубазарского каймаканства. После присоединения Крыма к России (8) 19 апреля 1783 года, (8) 19 февраля 1784 года, именным указом Екатерины II сенату, на территории бывшего Крымского Ханства была образована Таврическая область и деревня была приписана к Перекопскому уезду. После Павловских реформ, с 1796 по 1802 год, входила в Акмечетский уезд Новороссийской губернии. По новому административному делению, после создания 8 (20) октября 1802 года Таврической губернии, Тайке был включён в состав Кокчора-Киятской волости Перекопского уезда.
По Ведомости о всех селениях в Перекопском уезде состоящих с показанием в которой волости сколько числом дворов и душ… от 21 октября 1805 года, в деревне Таип числилось 5 дворов и 25 жителей — крымских татар. Затем, видимо, вследствие эмиграции крымских татар в Турцию, деревня опустела и на военно-топографической карте генерал-майора Мухина 1817 года деревня уже не обозначена. На картах 1836 и 1842 года отмечены развалины Тайке, как и на карте 1865 года. В дальнейшем в доступных источниках не встречается.